# Encore – Live & Direct
Encore – Live & Direct ist das erste Live-Album der deutschen Techno-Band Scooter und erschien am 13. Mai 2002. Auf dem Album sind 18 Titel aus allen bisherigen Alben vertreten sowie die Single Nessaja, die am 8. April 2002 erschien und auf keinem Studio-Album zu finden ist. Neben dem Album existiert noch eine 2-DVD-Box namens Encore (The Whole Story), die zum gleichen Termin veröffentlicht wurde und auf der Videos und weitere Tracks vorhanden sind. Das Album erreichte in Deutschland Platz 13, in Österreich Platz 25 sowie Platz 59 in Schweden, Rang 62 in Frankreich und Rang 71 in der Schweiz.

## Titelliste
1. Posse (I Need You on the Floor) (3:50)
2. We Bring the Noise! (3:44)
3. Are U Happy (5:19)
4. Aiii Shot the DJ (3:41)
5. Faster Harder Scooter (3:46)
6. I’m Raving (3:31)
7. Call Me Mañana (3:49)
8. Fuck the Millennium (4:14)
9. Am Fenster (4:18)
10. Eyes Without a Face (3:19)
11. No Fate (3:43)
12. How Much Is the Fish? (3:47)
13. Ramp! (The Logical Song) (3:55)
14. The Age of Love (3:51)
15. Fire (3:32)
16. Endless Summer (4:04)
17. Hyper Hyper (3:29)
18. Nessaja – Bonus-Track (3:27)

## Singles

### Nessaja
Die Single wurde am 8. April 2002 veröffentlicht und war der erste Nummer-1-Hit von Scooter in Deutschland. In Österreich und Norwegen landete die Single auf Rang 2, in Irland auf Platz 3, in Großbritannien auf dem 4. und in Dänemark auf dem 5. Platz. In der Schweiz und in Finnland schaffte es der Song auf den 7. Rang, in den Niederlanden auf den 9., in Schweden auf den 21. und in Australien auf den 24. Platz. Das Lied enthält die Melodie sowie eine Textstelle aus einem gleichnamigen Lied von Peter Maffays Musicalreihe Tabaluga. Am 11. Februar 2002 wurde die Single zunächst unter dem Pseudonym 3 A.M. ohne Gesang von H.P. auf Kontor Records veröffentlicht. Das Video zu Nessaja startet eine Reihe von Scooter-Videos mit halbnackten Frauen. Nicht zuletzt deswegen gelang dem Song in Deutschland der Sprung von 0 auf 1 auf die Spitze der deutschen Single-Charts.
2003 bekam Scooter für diesen Song einen Echo in der Kategorie Dance/Techno.

#### Titelliste
1. Nessaja (3:28)
2. Nessaja – Extended (5:18)
3. Nessaja – The Ultimate Clubmix (7:09)
4. Shortbread (3:55)